# Raabandhihuraa
Raabandhihuraa  est une petite île inhabitée des Maldives. 

## Géographie
Raabandhihuraa est située dans le centre des Maldives, au Nord-Ouest de l'atoll Mulaku, dans la subdivision de Meemu.